# Musée de Soissons
Le musée de Soissons est un musée municipal de la ville de Soissons dans le département de l'Aisne consacré aux beaux-arts, à l’archéologie et à l’art actuel. Il est installé depuis 1933 dans les bâtiments de l'ancienne abbaye Saint-Léger.

## Histoire du musée

### De l'abbaye au musée
L’abbaye se développa au XIIe siècle après sa restitution à l’évêque Josselin de Vierzy, par le comte de Soissons. La reconstruction de l’édifice commença en 1200. La guerre de Cent Ans, l’occupation de la ville par les Protestants en 1567-1568 entraînèrent la ruine de l’église et des bâtiments conventuels. En 1660, l'abbaye fut rattachée à la congrégation de France et fut reconstruite. 
À la Révolution française, avec la suppression du clergé régulier, l'abbaye fut déclarée bien national et fut mise en vente. Elle fut achetée, en 1791, par un négociant en vin. Sous le Second Empire, l'évêque y installa le petit séminaire et fit restaurer les peintures des voûtes de la crypte gothique. En 1906, le petit séminaire quitta les lieux.
L'église abbatiale, le cloître et la salle capitulaire furent classés monument historique, en 1886. Pendant la Première Guerre mondiale, les bombardements endommagèrent les bâtiments qui furent restaurés durant l'entre-deux-guerres.

### Création du musée d'art et d'histoire
La découverte d’un marbre antique en 1831 conforta l’idée de créer un musée à Soissons où seraient conservés les vestiges de l’antique Augusta Suessionum. En 1857 le musée d'art et d'histoire de Soissons fut créé à partir des fonds de la Société historique, archéologique et scientifique de Soissons. 

### Le musée s'installe dans l'ancienne abbaye Saint-Léger
Les collections souffrirent des bombardements de la Première Guerre mondiale et en 1933, le musée est transféré dans les anciens bâtiments conventuels et dans l'ancienne église abbatiale Saint-Léger. . Les collections s'étoffèrent grâce à des achats d'œuvres, des dons et des produits de fouilles archéologiques.
En 1994, un espace d'exposition consacré à l'art contemporain a été créé dans l’ancien Arsenal de l'abbaye Saint-Jean-des-Vignes.

## Les collections

### Archéologie
Au rez-de-chaussée se trouvent les salles où sont présentés les vestiges archéologiques qui retracent l'histoire de la présence de l'homme dans vallée de l’Aisne des chasseurs-cueilleurs du Néolithique à la bataille de Soissons de 486 qui vit la victoire de Clovis et des Francs sur le dernier royaume romain de Syagrius.

### Peinture et sculpture
Au premier étage, les salles présente l’histoire de la ville de Soissons, de la conquête romaine à l'entre-deux-guerres. L'élément le plus remarquable est le plan-reliquaire de la fin du XVIe siècle. Des œuvres d’art et des tableaux s'échelonnant du XVIIe au XIXe siècle sont également exposés au premier étage.
Le deuxième étage est consacré aux expositions temporaires.

### Vestiges lapidaires
L'ancienne église abbatiale est consacrée aux vestiges lapidaires médiévaux : le tympan de Saint-Yved de Braine, des chapiteaux de Saint-Thibaut-de-Bazoches et des vestiges de monuments de Soissons et de sa région aujourd'hui disparus.